# Santissima Annunziata (Comiso)

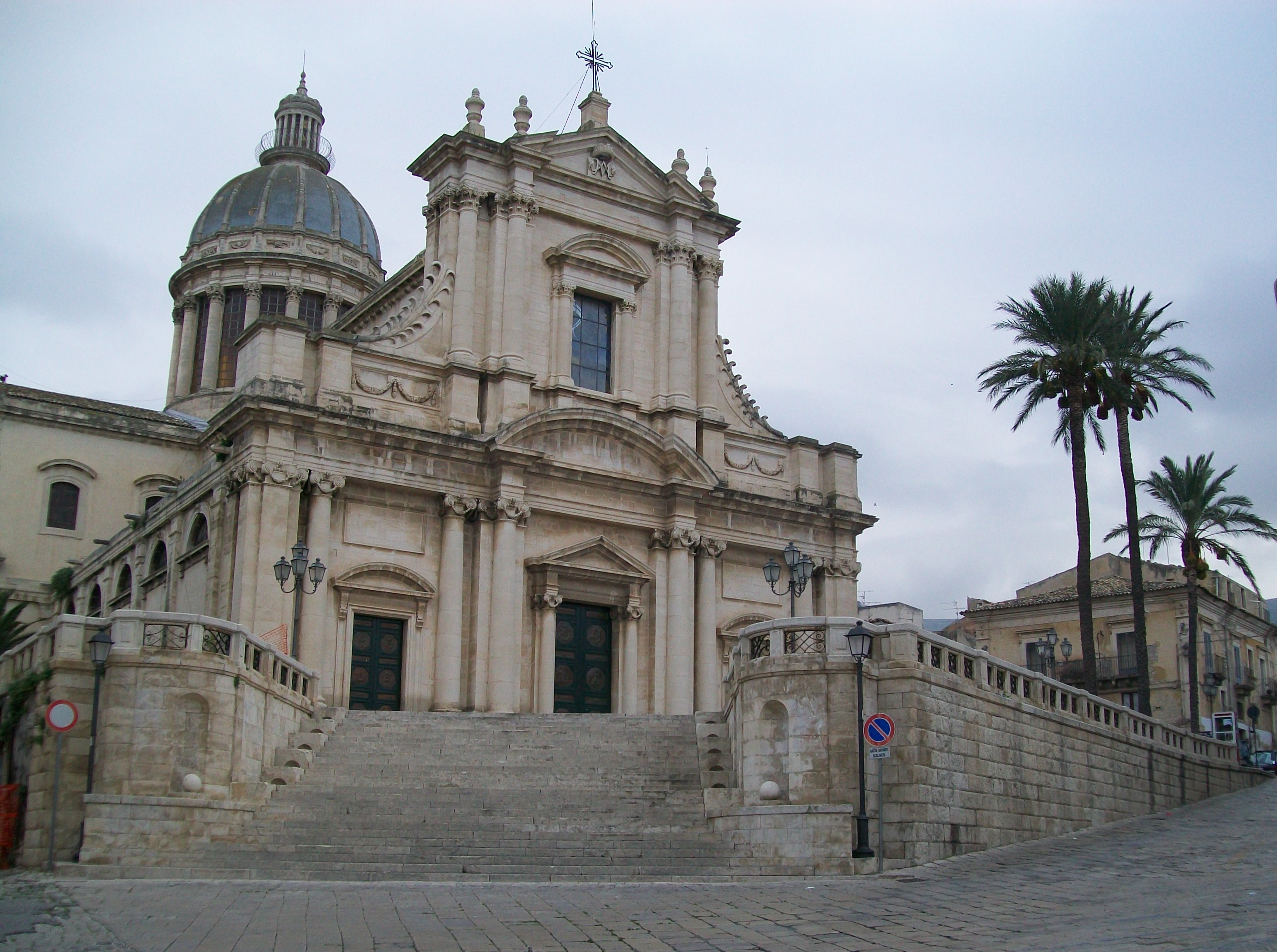
Basilika Maria Santissima Annunziata

Die Basilika Maria Santissima Annunziata ist eine römisch-katholische Kirche in Comiso in Sizilien, Italien. Die Pfarrkirche des Bistums Ragusa trägt den Titel einer Basilica minor. Die barocke Kirche stammt aus dem 18. Jahrhundert.

## Geschichte
Die heutige Kirche wurde auf den Überresten der alten Nikolauskirche erbaut, die bereits 1125 belegt ist. Aber schon 1557 wurde das Patrozinium Mariä Himmelfahrt hinzugefügt, als die Kirche im griechisch-orthodoxen Ritus genutzt wurde. Bei dem Erdbeben von 1693 wurde ein großer Teil der Kirche beschädigt, so dass man begann, einen Wiederaufbau von Grund auf zu planen. Mit der Planung wurde der Architekt G. B. Cascione Vaccarini aus Palermo, Neffe des berühmteren Giovanni Battista Vaccarini, betraut, und die Arbeiten an der neuen Kirche begannen 1772. Die Arbeiten zogen sich über viele Jahre hin und wurden durch Gabriele Distabile, den Klerus und des gesamten Volkes unterstützt, bis sie 1793 zum Stillstand kamen, ohne dass die Kirche fertiggestellt wurde. In der zweiten Hälfte des 19. Jahrhunderts wurde die imposante Kuppel errichtet, die 1885 fertig gestellt wurde, während 1896 einer der beiden von Cascione Vaccarini geplanten Glockentürme nach den ursprünglichen Plänen errichtet wurde.

## Architektur
Die dreischiffige Kreuzbasilika misst 55,90 × 32,45 m. Ihr Mittelschiff wird von einem Tonnengewölbe überspannt, das von zehn großen Rundbögen getragen wird, die auf schlanken zylindrischen Säulen ruhen. Die schmalen Seitenschiffe sind mit Kuppelgewölben bedeckt. Die Tonnengewölbe des Querhauses führen zu einer Vierungskuppel auf einem hohen Tambour. Der erhöhte Chor schließt mit einer runden Apsis.

## Ausstattung
Im Inneren der Kirche sind mehrere Werke zu sehen, die die Ausstattung der Kirche bereichern:
- eine wertvolles Gemälde mit der Darstellung der Himmelfahrt Mariens, signiert Narcisus Guidonius aus dem Jahr 1605;[2]
- eine hölzerne Statue des hl. Nikolaus aus dem 16. Jahrhundert, die aus der gleichnamigen alten Kirche stammt;[2]
- ein herrliches Holzkruzifix aus dem 18. Jahrhundert von Umile da Petralia;[2]
- ein Baptisterium aus weißem Marmor und Bronze von Mario Rutelli, das 1912 fertiggestellt und am 15. August 1913 eingeweiht wurde;
- eine große pneumatische Orgel aus dem Jahr 1922 von den Brüdern Polizzi aus Modica;
- Zwei Gemälde von Salvatore Fiume mit den Darstellungen der Geburt und der Auferstehung schmücken die zentrale Apsis.
- Passion mit der Darstellung der Kreuzigung Christi, 19 Meter hoch und 7 Meter breit, von Pietro Quintavalle. 1862